# James Fouché
James Fouché (* 28. März 1998 in Christchurch) ist ein neuseeländischer Radrennfahrer.

## Sportlicher Werdegang
Mit dem Wechsel in die U23 wurde Fouché 2018 Mitglied im Nachwuchsteam Wiggins. In den zwei Jahren beim Team entwickelte er sich zum "Jäger" auf die Bergwertung: viermal konnte er diese bei kleineren Etappenrennen gewinnen. 2019 wurde er neben den U23-Meistertiteln im Straßenrennen und Einzelzeitfahren auch erstmals neuseeländischer Meister im Straßenrennen in der Elite. Im selben Jahr erhielt er die Möglichkeit, als Stagiaire für das Team Mitchelton-Scott zu fahren, ein Folgevertrag kam jedoch nicht zustande. Nach Auflösung des Team Wiggins kam er 2020 zum Team Hagens Berman Axeon.
Nach einem Jahr ohne nennenswerte Ergebnisse wechselte Fouché zur Saison 2021 zur Black Spoke Pro Cycling Academy, zum damaligen Zeitpunkt noch UCI Continental Team. Erneut konnte er im ersten Jahr dreimal eine Bergwertung für sich entscheiden. 2022 gewann er als Solist die erste Etappe der Ronde de l’Oise und verteidigte die Führung in der Gesamtwertung bis zum Ende der Rundfahrt. Zudem wurde er 2022 Ozeanien-Meister und zum zweiten Mal neuseeländischer Meister jeweils im Straßenrennen. 2023 gehörte er zu den Fahrern, die mit dem Team in die UCI ProSeries aufstiegen. Seinen nächsten Sieg erzielte er zum Saisonende beim Grand Prix Pino Cerami.
Nachdem sein Team nach der Saison 2023 aufgelöst worden war, wechselte Fouché 2024 für eine Saison zum baskischen Team Euskaltel-Euskadi, wo er im Nachwuchsbereich bereits Mitglied der Jugendakademie der Stiftung Euskadi war und der einzige Nicht-Spanier im Team war. 2025 ging er zurück nach Neuseeland und wurde Mitglied im heimischen Continental Team MitoQ-NZ Cycling Project.

## Erfolge
2016
- Ozeanienmeister – Straßenrennen (Junioren)

2018
- Bergwertung Le Triptyque des Monts et Chateaux

2019
- Neuseeländischer Meister – Straßenrennen
- Neuseeländischer Meister – Straßenrennen und Einzelzeitfahren (U23)
- Bergwertung Triptyque des Monts et Châteaux
- Bergwertung Volta ao Alentejo
- Bergwertung Tour of Antalya

2021
- Bergwertung Kreiz Breizh Elites
- Bergwertung Tour de la Mirabelle
- Bergwertung Tour d’Eure-et-Loir

2022
- Ozeanienmeister – Straßenrennen
- Neuseeländischer Meister – Straßenrennen
- Gesamtwertung und eine Etappe Ronde de l’Oise

2023
- Bergwertung Tour Poitou-Charentes en Nouvelle-Aquitaine
- Bergwertung Tour of Britain
- Grand Prix Pino Cerami